# Gouvernement Santer-Poos II
Grand-Duché de Luxembourg
Gouvernement Santer-Poos I Gouvernement Santer-Poos III
Le gouvernement Santer-Poos II (luxembourgeois : Regierung Santer-Poos II), est le gouvernement du Luxembourg en fonction du 14 juillet 1989 au 13 juillet 1994.

## Les élections
Les élections législatives qui ont lieu le 18 juin 1989 confirment la coalition au pouvoir. Le Parti chrétien-social obtient 22 mandats, le Parti ouvrier socialiste luxembourgeois 18 mandats, ce qui confère à la réédition du gouvernement CSV-LSAP une solide majorité face à une opposition divisée. Désormais, sept partis différents sont représentés à la Chambre des députés. À côté des partis traditionnels – Parti chrétien-social, Parti ouvrier socialiste luxembourgeois, Parti démocratique et Parti communiste – figurent deux formations écologiques et un comité d’action, l’Aktiounskomitee fir Demokratie a Rentegerechtegkeet. Le gouvernement sera remanié le 9 décembre 1992 à la suite de la nomination de René Steichen à la Commission européenne. Marie-Josée Jacobs reprend les portefeuilles de l’Agriculture et des Affaires culturelles.

## Composition

### Initiale (14 juillet 1989)
| Portefeuille | Titulaire | Titulaire            | Parti |
| --- | --------- | -------------------- | ----- |
| Premier ministre Ministre d'État Ministre du Trésor Ministre des Affaires culturelles                                                                       |           | Jacques Santer       | CSV   |
| Vice-Premier ministre Ministre des Affaires étrangères, du Commerce extérieur et de la Coopération Ministre de la Force publique                            |           | Jacques F. Poos      | LSAP  |
| Ministre de la Famille et de la Solidarité Ministre des Classes moyennes et du Tourisme                                                                     |           | Fernand Boden        | CSV   |
| Ministre de l'Intérieur Ministre du Logement et de l'Urbanisme                                                                                              |           | Jean Spautz          | CSV   |
| Ministre des Finances Ministre du Travail |           | Jean-Claude Juncker  | CSV   |
| Ministre de l'Éducation nationale Ministre de la Justice Ministre de la Fonction publique                                                                   |           | Marc Fischbach       | CSV   |
| Ministre de la Santé Ministre de la Sécurité sociale Ministre de l'Éducation physique et des Sports Ministre de la Jeunesse                                 |           | Johny Lahure         | LSAP  |
| Ministre de l'Agriculture, de la Viticulture et du Développement rural Ministre délégué aux Affaires culturelles et à la Recherche scientifique             |           | René Steichen        | CSV   |
| Ministre de l'Économie Ministre des Travaux publics Ministre des Transports                                                                                 |           | Robert Goebbels      | LSAP  |
| Ministre de l'Aménagement du territoire et de l'Environnement Ministre de l'Énergie Ministre des Communications (à partir du 23/12/1991)                    |           | Alex Bodry           | LSAP  |
| Secrétaire d'État aux Affaires étrangères, au Commerce extérieur et à la Coopération Secrétaire d'État à la Force publique                                  |           | Georges Wohlfart     | LSAP  |
| Secrétaire d'État à la Santé Secrétaire d'État à la Sécurité sociale Secrétaire d'État à l'Éducation physique et aux Sports Secrétaire d'État à la Jeunesse |           | Mady Delvaux-Stehres | LSAP  |

### Remaniement du 9 décembre 1992
- Les nouveaux ministres sont indiqués en gras, ceux ayant changé d'attributions en italique.

| Portefeuille | Titulaire | Titulaire            | Parti |
| --- | --------- | -------------------- | ----- |
| Premier ministre Ministre d'État Ministre du Trésor Ministre des Affaires culturelles                                                                       |           | Jacques Santer       | CSV   |
| Vice-Premier ministre Ministre des Affaires étrangères, du Commerce extérieur et de la Coopération Ministre de la Force publique                            |           | Jacques F. Poos      | LSAP  |
| Ministre de la Famille et de la Solidarité Ministre des Classes moyennes et du Tourisme                                                                     |           | Fernand Boden        | CSV   |
| Ministre de l'Intérieur Ministre du Logement et de l'Urbanisme                                                                                              |           | Jean Spautz          | CSV   |
| Ministre des Finances Ministre du Travail |           | Jean-Claude Juncker  | CSV   |
| Ministre de l'Éducation nationale Ministre de la Justice Ministre de la Fonction publique                                                                   |           | Marc Fischbach       | CSV   |
| Ministre de la Santé Ministre de la Sécurité sociale Ministre de l'Éducation physique et des Sports Ministre de la Jeunesse                                 |           | Johny Lahure         | LSAP  |
| Ministre de l'Économie Ministre des Travaux publics Ministre des Transports                                                                                 |           | Robert Goebbels      | LSAP  |
| Ministre de l'Environnement Ministre de l'Énergie Ministre des Communications Ministre de l'Aménagement du territoire                                       |           | Alex Bodry           | LSAP  |
| Ministre de l'Agriculture, de la Viticulture et du Développement rural Ministre déléguée aux Affaires culturelles                                           |           | Marie-Josée Jacobs   | CSV   |
| Secrétaire d'État aux Affaires étrangères, au Commerce extérieur et à la Coopération Secrétaire d'État à la Force publique                                  |           | Georges Wohlfart     | LSAP  |
| Secrétaire d'État à la Santé Secrétaire d'État à la Sécurité sociale Secrétaire d'État à l'Éducation physique et aux Sports Secrétaire d'État à la Jeunesse |           | Mady Delvaux-Stehres | LSAP  |

## La politique extérieure
Dans le processus communautaire, le Luxembourg se voit comme médiateur et bâtisseur à la fois. L’entrée en vigueur du marché unique à partir du 1er janvier 1993 ouvre de nouvelles perspectives à l’économie luxembourgeoise, qui dépend presque entièrement de l’étranger. Cependant, l’intégration économique présente également des dangers. Lors des négociations sur le plan européen, le gouvernement luxembourgeois s’oppose à une harmonisation de la fiscalité indirecte, qui porterait préjudice au commerce frontalier, ainsi qu’à l’idée d’une retenue à la source généralisée, qui ferait fuir les capitaux de la place financière. Parmi les intérêts essentiels du Grand-Duché figure toujours la question du siège des institutions européennes. Par la décision d’Edimbourg, le 12 décembre 1992, le gouvernement réussit à consolider définitivement l’établissement à Luxembourg des organes et des services qui s’y trouvaient à titre provisoire. Il parvient en plus à obtenir le siège du Centre de traduction des organes de l’Union et celui de la Cour d’appel commune en matière de brevets communautaires. Outre l’action européenne, ce sont la promotion du commerce extérieur, la prospection d’investissements et la coopération au développement qui constituent les lignes de force de la politique étrangère du gouvernement.

## La politique économique
La période 1989-1994 est marquée par l’achèvement du grand marché unique (1993) et l’intégration définitive du Luxembourg dans l’espace économique de la Communauté européenne. À partir du début des années 1990, on constate une accentuation des flux frontaliers, qui profite à l’économie luxembourgeoise et soutient la croissance. Pour son développement économique, le Luxembourg est fortement tributaire des échanges avec les régions voisines. La Grande Région ne fournit pas seulement une part croissante de la main-d’œuvre, mais elle contribue également de façon importante à l’assiette fiscale du Grand-Duché par les impôts directs et indirects versés par les frontaliers.
L’avenir de la sidérurgie semble assuré à moyen terme, même si l’emploi continue à diminuer dans cette branche industrielle. L’ARBED poursuit son programme d’amélioration de la productivité et son recentrage sur les activités stratégiques. Le gouvernement concentre ses efforts sur les aides régionales, les PME et la recherche-développement. Ainsi, la diminution des emplois dans la sidérurgie a pu être partiellement compensée grâce à la création de 45 entreprises de 1989 à 1993. Une attention toute particulière est accordée au secteur des médias et de l’audiovisuel. Par la loi du 11 avril 1990 portant création du Fonds national de soutien à la production audiovisuelle et la loi du 27 juillet 1991 sur les médias électroniques, le gouvernement essaie de positionner favorablement le pays par rapport à un marché à fort potentiel de croissance. Notamment le rapprochement des technologies de l’audiovisuel, de l’informatique et des télécommunications permet d’envisager l’offre de services d’un type nouveau.
La place financière, qui continue à se développer et à se diversifier, occupe une part croissante dans la formation du produit intérieur brut. En 1992, la réintroduction de la retenue à la source (Quellensteuer) en Allemagne entraîne l’implantation de nouvelles banques allemandes au Grand-Duché. Parallèlement à cette évolution, la dépendance des finances publiques envers le secteur financier croît. Ainsi, en 1994, les établissements bancaires, même s’ils n’emploient qu’un dixième des salariés, paient un quart de la retenue d’impôt sur les salaires. De même, la taxe d’abonnement versée par les organismes de placement collectif et les sociétés holdings représentent une part importante des recettes publiques. En butte à des attaques provenant de la presse étrangère visant à
disqualifier les activités bancaires au Luxembourg, le gouvernement prend des mesures destinées à renforcer le contrôle de la place financière. Les dispositions de la loi du 7 juillet 1989 permettent de lutter contre le blanchiment d’argent. La loi du 5 avril 1993
relative au secteur financier précise les conditions du secret bancaire et impose aux établissements de crédits l’obligation de connaître leurs clients. La loi du 22 décembre 1993 sur l’escroquerie en matière d’impôts est dirigée contre les manœuvres frauduleuses qui portent atteinte aux intérêts publics. Ce faisceau de mesures allant de pair avec un renforcement des pouvoirs des autorités de surveillance a pour but de sauvegarder la réputation morale de la place financière luxembourgeoise à l’étranger.

## La politique intérieure
Sur le plan de la politique intérieure, le gouvernement Santer/Poos met en œuvre un programme qui prévoit une réforme de l’assurance pension et de l’assurance maladie, des mesures en faveur des familles, des innovations dans l’enseignement secondaire ainsi que la consolidation du financement du secteur hospitalier.
La politique gouvernementale prend aussi davantage en considération la protection de l’environnement. Le gouvernement lance une campagne pour sensibiliser le public au problème du gaspillage énergétique. Une Agence de l’énergie est créée pour promouvoir les économies dans le domaine énergétique. La politique de l’environnement devient un domaine de la coopération dans la Grande Région.